# Mervallastenen
Mervallastenen är en runsten från 1000-talet e.Kr. som står vid Mervalla på Selaön i Ytterselö socken i Södermanland.
Translitterering av runraden:
siriþ · lit · resa · stan · [þin](a) [·] (a)(t) · suen · sin · [b]unta · h[n] · uft · siklt · til · simk(a)(l)(a) · t(u)ru[m] · knari · um · tumisnis
Normalisering till runsvenska:
Sigrið let ræisa stæin þenna at Svæin, sinn bonda. Hann oft siglt til Sæimgala, dyrum knærri, um Domisnæs.
Översättning till nusvenska:
Sigrid lät resa stenen efter Sven, sin make.
Han ofta seglat
till Semgallen med dyrbar knarr
kring Domesnäs.
Det Domesnäs som omtalas i texten är en udde väster om Riga, som skjuter ut i Rigabukten mot Runö och Ösel. Semgallen (lettiska Zemgale) var namnet på området söder om Rigabukten, omkring och väster om floden Daugava. Båda dessa platser passerades av vikingarna när de färdades i österled.